# Chamaeza campanisona
El  tovacá colicorto (Chamaeza campanisona), también denominado tovaca común (en Argentina), tovaca (en Argentina, Bolivia y Paraguay), chululú tovaca, tovaca campanera (en Colombia), rasconzuelo de cola corta (en Perú) u hormiguero cuascá (en Venezuela), es una especie de ave paseriforme perteneciente al género Chamaeza de la familia Formicariidae. Es nativa del centro y norte de América del Sur.

## Descripción
Mide entre 19 y 20 cm de longitud y pesa entre 64 y 112 g. Por arriba es parda, con el lorum blanco sucio, lista blanca por atrás del ojo, mancha blanca en las laterales del pescuezo; las alas son pardas, así como la cola, con una lista negra subterminal y puntas blancas. Por abajo, es blanco sucio con vistosas estrías o escamas negruzcas, la garganta es más blanca y salpicada de obscuro. Pico: la maxila es gris rojizo con lados rosados, la mandíbula es gris rosada con base blanquecina. Las patas son rosado blanquecinas. El iris es pardo grisáceo.

## Distribución y hábitat
Su distribución es notablemente disjunta, con poblaciones en las selvas de montaña a lo largo de la pendiente oriental de los Andes, desde Venezuela a Bolivia; a las que se suman otras en las aisladas tierras altas de las selvas del nordeste de Brasil; en las selvas de la región de los tepuyes en el sur de Venezuela, Guyana y el norte de Brasil; y en la Mata Atlántica del este de Brasil, este Paraguay y el noreste de la Argentina, en las provincias de Misiones y noreste de Corrientes. Es un caso casi perfecto de distribución circum-Amazonia, o sea, su zona la circunda, pero está ausente de esa región.

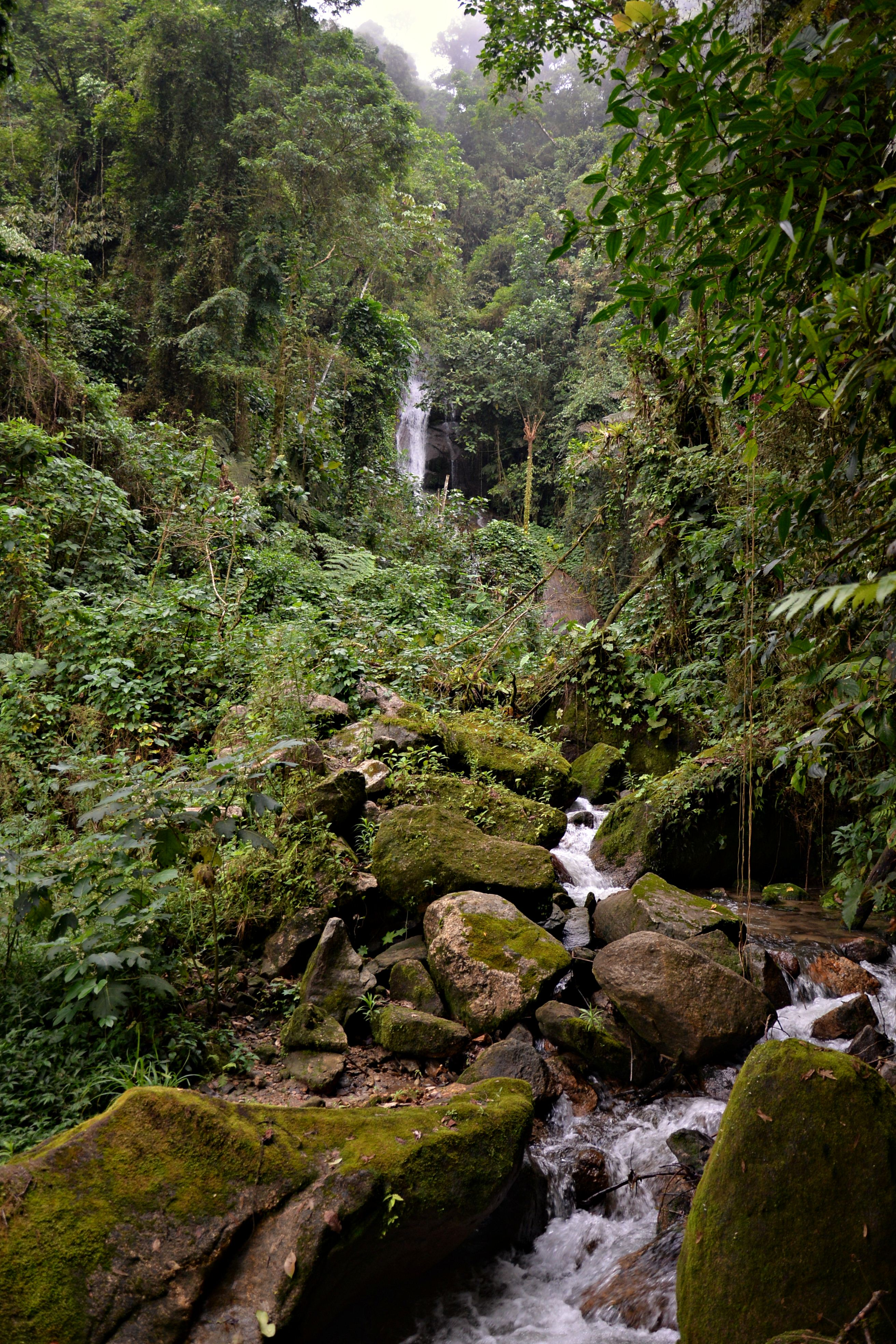
Mata Atlántica del sureste de Brasil en Paraty, estado de Río de Janeiro: el hábitat de la especie

Localmente no es poco común en el suelo o cerca, en el sotobosque de selvas húmedas, principalmente de estribaciones montañosas y subtropicales, principalmente entre los 500 y los 1800 m de altitud, pero localmente más alto en Bolivia, excepcionalmente hasta los 2800 m. Es la especie más ampliamente difundida de su género.

## Comportamiento
Es difícil de ver y mucho más oida. Habita a menor altitud que otras tovacas. Es tímida, vive solitaria o en pareja; camina lentamente por el suelo del bosque, moviendo con frecuencia la cola levantada. Para cantar, puede encaramarse en una rama más alta, pero mismo así continúa oculta.

### Alimentación
Su dieta consiste de insectos, arácnidos y miriápodos.

### Reproducción
La nidificación ocurre entre septiembre y diciembre en Argentina, desde noviembre en el sureste de Brasil y entre mayo y julio en el litoral de Venezuela. Hace su nido en huecos de árboles vivos, donde tapiza el fondo con hojas. Deposita tres huevos de color blanco opaco, que miden 32 x 23 cm. La incubación es realizada por la pareja, durante dieciocho días. Los dos adultos alimentan a los pichones con artrópodos. Los pichones abandonan el nido luego de veintidós a veintitrés días.

### Vocalización
El canto es bonito, una serie rápida de notas «ku», musicales y ahuecadas, que comienza lento y entonces acelera antes de mudar de repente para una corta serie final de cuatro a seis notas «gua» guturales y menos musicales. El llamado de alarma es un «cuít!» líquido. Existen algunas variaciones geográficas en los cantos, a lo largo de su amplia y fragmentada zona de distribución.

## Sistemática

### Descripción original
La especie C. campanisona fue descrita por primera vez por el naturalista alemán Martin Lichtenstein en 1823 bajo el nombre científico Myiothera campanisona; su localidad tipo es «São Paulo, sureste de Brasil».

### Etimología
El nombre genérico femenino «Chamaeza» proviene del griego «khamai »: en el suelo y «zaō»: vivir; significando «que vive en el suelo»; y el nombre de la especie «campanisona», proviene del latín «campana»: campana y «sonus»: que suena, significando «que suena como una campana».

### Taxonomía
La especie Chamaeza meruloides, endémica del sureste de Brasil, permaneció por largo tiempo de manera críptica debido a la confusión con Chamaeza ruficauda y con la presente, ya que habitan en la misma región. C. meruloides se encuentra principalmente en altitudes superiores a las de C. campanisona, pero inferiores a las de C. ruficauda.
Las divisiones taxonómicas son inciertas, y las subespecies podrían tal vez ser agrupadas hasta en cuatro especies separadas. Las cuatro formas mayores y oscuras de los tepuyes de Venezuela y Guayanas (yavii, huachamacarii, obscura, fulvescens) forman un grupo, que tiene vocalización parecida pero no idéntica a aquellas del norte de los Andes; las voces grabadas en Bolivia también difieren significativamente de estas últimas. La subespecie tshororo es considerada dudosamente distinta de la nominal y es la única no listada por el Congreso Ornitológico Internacional (IOC), que la incluye en la nominal.

### Subespecies
Según la clasificación Clements Checklist v.2016,  se reconocen doce subespecies, con su correspondiente distribución geográfica:
- Chamaeza campanisona venezuelana Ménégaux & Hellmayr, 1906 – noroeste de Venezuela en la cadena interior de Aragua y montañas costeras y en los Andes hacia el oeste hasta el oeste de Táchira.
- Chamaeza campanisona yavii Phelps, Sr. & Phelps, Jr., 1947 – Cerro Yaví, en el centro sur de Venezuela.
- Chamaeza campanisona huachamacarii Phelps, Sr. & Phelps, Jr., 1951 – sur de Venezuela en el Cerro Huachamacare.
- Chamaeza campanisona obscura J. T. Zimmer & Phelps, Sr., 1944 – sureste de Venezuela en Bolívar (incluyendo la Gran Sabana, excepto el Monte Roraima) y sur de Amazonas (Cerro Calentura y Cerro de la Neblina).
- Chamaeza campanisona fulvescens Salvin & Godman, 1882 – este de Venezuela (Monte Roraima) y oeste de Guyana.
- Chamaeza campanisona columbiana Berlepsch &  Stolzmann, 1896 – pendiente amazónica de los Andes en Colombia.
- Chamaeza campanisona punctigula Chapman, 1924 – este de Ecuador y norte de Perú (al norte del río Marañón).
- Chamaeza campanisona olivacea Tschudi, 1844 – centro de Perú.
- Chamaeza campanisona berlepschi Stolzmann, 1926 – sureste de Perú; presumiblemente también en el extremo oeste de Bolivia (extremo oeste de La Paz).
- Chamaeza campanisona boliviana Hellmayr & Seilern, 1912 – laderas andinas de Bolivia desde La Paz hacia el sureste hasta Santa Cruz.
- Chamaeza campanisona campanisona (Lichtenstein, 1823) – este y sureste de Brasil, localmente en Ceará (Serra de Baturité) y Alagoas (Quebrangulo) y desde el sur de Bahía hacia el sur hasta Santa Catarina.
- Chamaeza campanisona tshororo W. Bertoni, 1901 – este de Paraguay, sur de Brasil (sur de Mato Grosso do Sul, oeste de Paraná, Río Grande do Sul) y noreste de Argentina (Misiones, Corrientes).